# Гакман, Иван Васильевич
Иван Васильевич Гакман (укр. Іван Васильович Гакман; 18 января 1955, Черновцы, Украинская ССР, СССР) — советский и украинский футболист и тренер, выступал на позиции полузащитника. Большую часть карьеры провёл в «Буковине» (Черновцы).

## Биография
Воспитанник черновицкой «Буковины», первый тренер — П. Сочнев. Футбольную карьеру начал в 1972 году в составе любительского черновицкого клуба «Черемош». В 1973 году призван на военную службу, которую начал проходить в клубе ВВС (Вапнярка). Позже был переведен в состав главной военной команды Западной Украины — львовского СКА, цвета которого защищал до 1975 года.
В составе команд мастеров начинал играть в 1976 году в черновицкой «Буковине» во второй союзной лиге. В 1977 году был приглашён в одесский «Черноморец», в составе которого сыграл семь матчей в высшей лиге чемпионата СССР. Далее отыграл один сезон в первой лиге СССР за одесский СКА.
В 1980 году играл за «Кристалл» (Херсон), после чего вернулся в состав «Буковины», где на долгие годы закрепился в команде. В 1982 году в составе «буковинцев» стал победителем чемпионата УССР. Всего за «Буковину» провёл более 300 матчей.
В завершении своей карьеры выступал в таких клубах как: «Заря» (Бельцы), «Днестр» (Залещики), «Лада» (Черновцы), «Адвис» (Хмельницкий). Также выступал полтора сезона в составе «Кристалла» (Чортков), где одновременно был и главным тренером.

## Достижения
- Победитель чемпионата УССР (1): 1982